# Corps de Howell-Jolly
Pour les articles homonymes, voir Howell et Jolly.
Un corps de Howell-Jolly est un reste de noyaux pycnotiques que l'on retrouve dans les globules rouges sanguins lors d'une asplénie (fonctionnelle ou anatomique), la rate filtrant normalement ce type de globule rouge. Il est possible d'en retrouver également en cas de réticulocytose intense et aussi dans les anémies mégaloblastiques,.
Il doit son nom à l'hématologiste et histologiste français Justin Jolly (1870-1953) et au physiologiste américain William Henry Howell (en), à l'origine de sa découverte,.